# بنفشه کوهی
 بنفشه کوهی(نام علمی: Viola betonicifolia) نام یک گونه از سرده بنفشه است.